# Latady Group

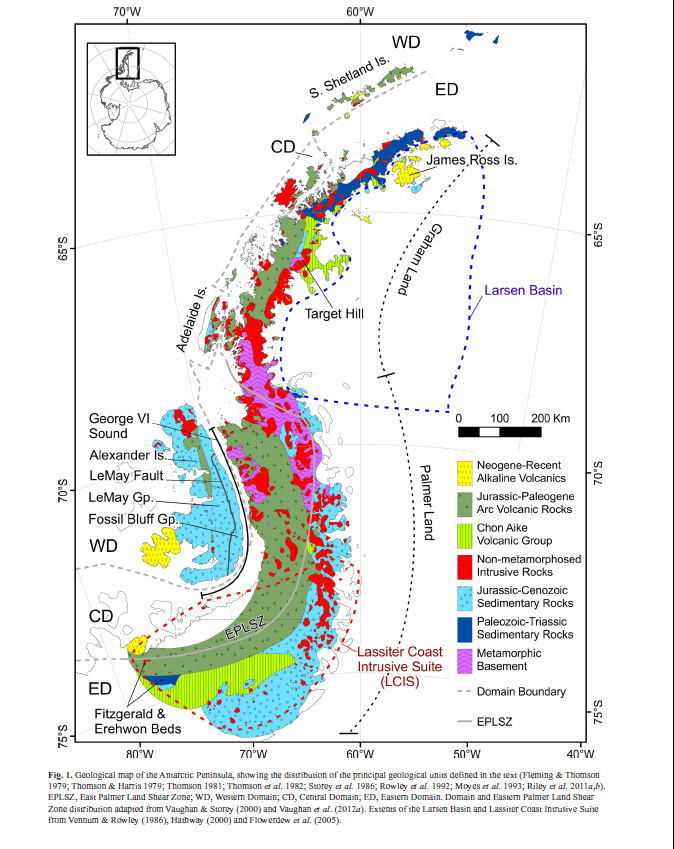
Geologische Karte der Antarktischen Halbinsel mit den geologischen Domainen und geologischen Provinzen

Die Latady Group ist eine sedimentäre Gruppe im Südosten der Antarktischen Halbinsel. Sie entwickelte sich im Latady Basin zwischen dem östlichen Ellsworthland und der Black-Küste, die dem Palmerland zugeordnet werden. Dieses Becken entstand in einer breiten Riftzone und spiegelt frühe Extensionen vom unteren Jura bis zur frühesten Kreide während des Auseinanderbrechens von Gondwana wider. Diese Krustendehnungen stehen im Einklang mit Extensionen im Weddellmeergebiet (siehe auch → Weddellmeer-Riftsystem).

## Lithostratigraphie
Innerhalb des Latady Basin treten die beiden lithostratigraphischen Unterteilungen der Ellsworth Land Volcanic Group und der Latady Group auf.
Die Latady Group wird in Anderson Formation, Witte Formation, Hauberg Mountains Formation, Cape Zumberge Formation und Nordsim Formation gegliedert. Erste Sedimentationen traten im frühen Jura um 185 mya in kleinen, isolierten terrestrischen bis limnischen Riftbecken auf. Sie wurden im frühen Mitteljura mit flachmarinen Ablagerungen der Anderson-Formation überlagert. Darüber liegt die Witte Formation, die unter ruhigen anoxischen Tiefwasserbedingungen in einem sedimentarmen Meeresbecken entstand, das sich von Ellsworthland nordwärts bis zum heutigen Südamerika erstreckte.
Der Beginn des Spätjuras ist durch die Ablagerung der Hauberg Mountains Formation gekennzeichnet, die in drei Subformationen (Long Ridge, Mount Hirman und Novocin Member) unterteilt ist, und unterschiedliche lithologische und Umgebungsbedingungen widerspiegeln. Thermische Absenkung während des jüngsten Juras führte zur Ablagerung der basalen Cape Zumberge Formation, während die Hebung eines aktiven Kontinentalrandbogens entlang der Antarktischen Halbinsel zur Ablagerung der terrestrischen Nordsim Formation im jüngsten Jura bis zur frühesten Kreide führte.
Die quantitative Modalanalyse zeigt einen hohen Anteil an quarzitischen Sandsteinen, die aus kratonischen und quarzhaltigen recycelten Orogen-Provenienzen stammen, höchstwahrscheinlich in Richtung der Ellsworth-/Whitmore-Gebirge. Andere Sandsteine können wahrscheinlich aus einer permischen Vulkanquelle in der Westantarktika stammen. Die frühjurassische Latady Sequenz enthält reichlich vulkanische Körner aus Quarz und Rhyolith bis Dazit, die lokal von den nahe gelegenen 185 mya alten Ignimbriten der Mount Poster Formation aus der Chon Aike Volcanic Group stammen.
Zwischen dem mittleren und späten Jura, um ca. 160 bis 150 mya, gab es im gesamten Latady Basin eine dramatische Veränderung zu Bedingungen höherer Energie mit deutlichen Variationen der Ablagerungsfazies. Sandsteine enthalten reichlich frischen vulkanischen Detritus und liegen im Übergangsbereich zu einem nahe gelegenen aktiven Kontinentalrandbogen. Diese Erosionsprodukte könnten möglicherweise vom außerhalb der Antarktischen Halbinsel der im Südwesten Ostantarktikas liegenden Block der Thurston-Insel stammen.
Einige Flusssysteme hatten jedoch immer noch Zugang zu Bereichen mit emporgehobenem metamorphem plutonischem Grundgebirge und quarzitischen kratonischen Quellen. Anzeichen vom Verbinden von Flusssystemen unterschiedlicher Herkunft und das Fehlen vom Mischen anderer Flusssysteme lassen auf eine komplexe Topographie unterschiedlich emporgehobener Bruchschollen mit Flusssystemen in engen Tälern schließen.

## Fossilien
In den Ablagerungen der Latady Group wurden fossile Fische erhalten, die selten in der Antarktis vorkommen. Sie werden zeitlich dem oberen mittleren bis unteren oberen Jura zugeordnet und beinhalten u. a. die Klasse der Strahlenflosser (Actinopterygii). Neben einem nicht bestimmten Strahlenflosser konnten zwei Echte Knochenfische (Teleostei) und ein Leptolepidae identifiziert werden. Die Teleostei repräsentieren die südlichste Verbreitung dieser Teilklasse während des Juras. Der Fund der Leptolepidae ändert frühere Interpretationen, nach denen diese Familie nur auf der nördlichen Hemisphäre vertreten war. Das Vorkommen von Leptolepiden aus dem mittleren Jura in der Antarktis sowie im unteren Jura von Chile, Südamerika stützt die Hypothese, dass während der Jurazeit mehr als ein Diversifizierungszentrum für Teleostei in weit entfernten Regionen der Welt vorhanden war.